# 小谷毎彦
小谷 毎彦（こたに つねひこ、1946年（昭和21年）6月5日 - ）は日本の政治家。元北見市長。元北海道議。
2008年11月13日の神田孝次北見市長辞職に伴い、民主党、新党大地の推薦で市長選出馬を表明。
衆議院北海道第12区（宗谷・網走両管内）の松木謙公衆院議員と関係が深く、武部勤と関係が深い自民党系前職の神田孝次と一騎討ちとなり、次期衆院選における同選挙区の前哨戦の代理戦争と報道された。同年12月21日の市長選で神田を破り当選。
2012年11月25日の北見市長選挙に再選をめざし民主党、社民党、新党大地・真民主推薦で出馬するも、前北見市議会議員の櫻田真人に敗れた。その後、同年12月20日の任期満了を待たず、同年12月5日に市長を辞職した。

## 経歴
- 1946年 北見市南仲町生まれ
- 1959年 北見市立南小学校卒業
- 1962年 北見市立南中学校卒業
- 1965年 北海道北見北斗高等学校卒業
- 1969年 立正大学文学部卒業
- 1969年 北見市役所就職
- 1991年 北見市議会議員 初当選
- 1995年 北見市議会議員 二期目当選
- 1999年 北見市議会議員 三期目当選
- 2003年 北海道議会議員 初当選
- 2007年 北海道議会議員 二期目当選
- 2008年 北見市長選挙へ出馬表明・道議を辞職。民主党を離党し市長選に出馬
  - 12月21日 即日開票により当選、北見市長となる。
- 2012年 北見市長選挙に出馬も落選、落選後に任期満了を待たずに辞職

## 主な選挙公約
- 4人の副市長を2人制にし、収入役を廃止するなどの行財政改革
- 小学校の給食費の3分の1を市が負担
- 北見赤十字病院の移転改築問題については、地域の医療関係者と改築基本計画や支援策を協議
- 保育園に同じ家庭から2人以上の子どもが通う場合、第2子以降の保育料を無料
- 無料バス制度の継続、小・中学校校舎の計画的改築、30人学級の実現

## 役職
- 民主党道民連合副幹事長
- 道議会総務常任委員会理事
- 道議会道州制・地方分権改革等推進調査特別委員会理事
- 北海道森林・林業活性化推進議員連盟事務局次長
- 北海道消防職員協議会議員連盟世話人
- 北海道私鉄議員連盟幹事